# 藤原輔遠
藤原 輔遠（ふじわら の すけとお）は、平安時代中期の官人。藤原京家、宮内少輔・藤原清光の子。官位は信濃権介。京家長者。

## 経歴
長徳4年（998年）の正月の叙位にて、氏爵を授かる者は藤原晴見の孫で、藤原諸兄の子である藤原文利に当たっていたが、京家長者である輔遠は蔵人・内蔵有興の子である内蔵文利の嘱託を受けて密かに偽って姓の字を書き替えさせ、この内蔵文利に位記を授けて叙爵させた。しかし、叙位の2、3日後、本来叙爵されるべき文利が、氏爵に当たっているにもかかわらず未だ位記を賜っていないため理由を調べた所、この詐偽が露見したため、ことの非道を裁定してほしい、とのこと愁訴した。よって、輔遠は召問されたが、そこで輔遠が申した趣旨は分明ではなく、道理を失って首尾が倒錯していた。長者殿下・藤原道長より過状の進上を求められるが、輔遠は少しも申すことはなく黙って退去したという。
その後、何度も使者を遣わせて召させたが、輔遠が応じることはなかった。しばらくして疾病が蔓延し、輔遠は卒去した。享年は不明。7月に大赦がなされた。
輔遠の死後の11月19日、輔遠が没し、大赦があったといっても、藤原氏と偽った内蔵文利の位記については返進させるべきであるとの意見があり、議論がなされた。その際に天暦7年（953年）、王氏爵の巡が元慶御後（陽成天皇の子孫）に当たっていたにもかかわらず、是定の元平親王が貞観御後（清和天皇の子孫）の源経忠を元慶御後として叙爵させようとしていた事件が先例として出されている。